# سرس (یونان)
شهر سرس در استان مقدونیه مرکزی در کشور یونان واقع شده است که دارای جمعیت ۵۶٬۶۹۴ نفر می‌باشد.